# Elias António
Elias António (30. svibnja 1987.) je angolski rukometaš. Nastupa za portugalski klub Atlético Clube da Madeira i angolsku reprezentaciju.
Natjecao se na Svjetskom prvenstvu u Egiptu 2021. (30.).